# Cour constitutionnelle de la république démocratique du Congo
Pour les autres articles nationaux ou selon les autres juridictions, voir Cour constitutionnelle.
Ne doit pas être confondu avec Cour suprême de la république démocratique du Congo.
La Cour constitutionnelle de la république démocratique du Congo est une institution issue de l’article 157 de la Constitution de la république démocratique du Congo qui dispose : « Il est institué une Cour constitutionnelle. »

## Composition
La Cour est composée de neuf membres nommés par le Président de la République, dont trois nommés à sa propre initiative, trois choisis par le Parlement et trois désignés par le Conseil supérieur de la magistrature. Les deux tiers des membres doivent être exercés par des juristes : avocats, juges, procureurs, professeurs universitaires. Les autres doivent justifier de la nationalité congolaise et de 15 ans d'expérience dans le domaine juridique.
Le mandat non renouvelable des membres est de neuf ans. Un tiers des membres est renouvelé tous les trois ans, le membre à renouveler de chaque groupe étant choisis par tirage au sort. Le président de la Cour constitutionnelle est élu par les autres membres pour un mandat de trois ans, renouvelable une fois. Il est investi par ordonnance du président de la République.

## Pouvoirs
La Cour examine les lois et statuts proposés par le Président, le Premier Ministre, le Sénat, l'Assemblée nationale ou d'autres organisations gouvernementales avant leur application, afin de statuer sur leur conformité à la Constitution. En outre, la Cour examine les demandes d'interprétation de la Constitution formulées par les responsables gouvernementaux. Il règle les différends concernant les élections présidentielles ou parlementaires, ainsi que les référendums. Les appels concernant la constitutionnalité de lois ou de règlements peuvent également être déférées à la Cour. Les jugements de la Cour constitutionnelle sont sans appel et sont exécutés immédiatement.
La Cour constitutionnelle peut également être saisie au pénal en cas de haute trahison du Président ou du Premier Ministre, manquement à l'honneur, outrage au Parlement ou infraction de droit commun à la demande d'une majorité des deux tiers du Parlement.

## Présidence
- Depuis juin 2022 : Dieudonné Kamuleta Badibanga [1]
- mai 2022 - juin 2022 : Corneille Wasenda N’songo [2]
- avril 2021-mai 2022 : Dieudonné Kaluba[3]
- juin 2020-avril 2021 : Évariste Funga
- avril 2015-juin 2020 : Benoît Lwamba

## Source
- (en) Cet article est partiellement ou en totalité issu de l’article de Wikipédia en anglais intitulé « Constitutional Court of the Democratic Republic of the Congo » (voir la liste des auteurs).